# ماريا باربرا أمارو
ماريا باربرا أمارو (بالبرتغالية: Maria Barbara Kernebeis Amaro‏) هي لاعبة كرة الماء برازيلية، ولدت في 7 فبراير 1986.